# 西園正都
西園 正都（にしぞの まさと、1955年12月29日 - ）は、鹿児島県出身の現調教師・元騎手。

## 来歴
西園の実家は競馬とは無関係であったが、母方の親類に競馬関係者が多かったことなどから騎手を志すようになった。
1974年3月に栗東・大根田裕也厩舎からデビューし、同2日の阪神第12競走5歳以上200万下・ヤングローズ（8頭中8着）で初騎乗を果たす。6月30日の中京第4競走4歳200万下で6頭中6番人気のヒコボシに騎乗して初勝利を挙げ、9月22日の阪神第1競走3歳未勝利では6頭中5番人気のヤングフレンドで2勝目をマーク。1年目の同年はこの2勝に終わるが、初騎乗馬と2勝目の騎乗馬は共に伯父である柳田次男厩舎の管理馬であった。
2年目の1975年には初の2桁となる11勝、1977年には自己最多の24勝をマークし、1977年はインターグロリアに騎乗して新馬→特別2連勝を飾っているが、桜花賞から福永洋一にバトンタッチして以降は騎乗することはなかった。インターグロリアが勝った第2回エリザベス女王杯ではサチモミドリに騎乗し、GI級レース初騎乗を果たす。
1980年から1994年まで15年連続2桁勝利を挙げ、1981年9月からは伯父の柳田厩舎に移籍し、1981年のカブトヤマ記念ではタツミプリンスでキンセイパワー・フジマドンナと同タイムの大激戦を繰り広げて2着と健闘。1983年にはサチモチハルで小倉記念2着の後、朝日チャレンジカップでは7頭中7番人気で3着に入る。
1985年には師匠の大根田が管理し、安藤賢一で3連勝していたチェリーテスコとコンビを組む。カブトヤマ記念で自身唯一の重賞勝利を挙げ、父ナオキに産駒唯一の中央重賞勝利ももたらした。
1986年は一旦フリーとなった後に再び柳田厩舎所属となり、1993年には春の新潟で加藤敬二厩舎の牝馬ノースフライト・サマニベッピンを初勝利に導く。
1994年は1月から再びフリーとなるが、7月から二分久男厩舎所属となる。1995年は7勝に終わるが、シンチェスト産駒・母父ハギノカムイオーのシンカイウンを特別勝ちに導く。
1996年4月27日の京都第5競走4歳未勝利・シンセカイで最後の勝利を挙げ、同馬に騎乗した8月18日の小倉第12競走4歳以上500万下（12頭中9着）が最終騎乗となった。1997年2月に調教師免許を取得し、同年限りで現役を引退。
引退後は1998年3月1日付で谷八郎厩舎などから在籍馬を受け継ぐ形で厩舎を開業し、同7日の阪神第7競走4歳500万下・ドクターブイ（14頭中13着）で初出走を果たすと、4月26日の新潟第4競走4歳未出走・マイネルユートピア（のべ26頭目）で初勝利を挙げる。
2年目の1999年に阪神ジャンプステークス・ヒサコーボンバーで重賞初勝利を挙げ、2001年には青森産馬タムロチェリーが阪神ジュベナイルフィリーズを制し、管理馬がGI初勝利を挙げた。
2007年にはフィールドルージュが名古屋グランプリを制してダートグレード競走初勝利、2010年にはエーシンフォワードがマイルチャンピオンシップを制してGI2勝目を挙げた。なお、前日にもサダムパテックで東京スポーツ杯2歳ステークスを勝利しており、2日連続での重賞制覇となった。
2012年にはサダムパテックがマイルチャンピオンシップを制し、GI3勝目を挙げた。
2024年3月23日、中京11R伊勢Sでロコポルティが1着となり、この勝利が現役9人目のJRA通算700勝となった。騎手時代には通算303勝を記録しており、騎手時代と合わせ1000勝を超えた。

## 人物
2014年から自身の厩舎で調教助手を務めていた、息子の西園翔太が2021年12月9日に2022年度JRA調教師免許試験の合格し、平成生まれ初の調教師かつ、JRA現役最年少調教師となった。

## 騎手成績
| 通算成績 | 1着 | 2着 | 3着 | 騎乗数 | 勝率 | 連対率 |
| -------- | --- | --- | --- | ------ | ---- | ------ |
| 平地     | 302 | 331 | 332 | 3852   | .078 | .164   |
| 障害     | 1   | 2   | 1   | 23     | .050 | .150   |
| 計       | 303 | 333 | 333 | 3875   | .078 | .164   |

|            | 日付           | 競馬場・開催  | 競走名           | 馬名           | 頭数 | 人気 | 着順 |
| ---------- | -------------- | ------------- | ---------------- | -------------- | ---- | ---- | ---- |
| 初騎乗     | 1974年3月2日   | 1回阪神3日12R | 5歳以上200万下   | ヤングローズ   | 8頭  | 8    | 8着  |
| 初勝利     | 1974年6月30日  | 3回中京6日4R  | 4歳200万下       | ヒコボシ       | 6頭  | 6    | 1着  |
| 重賞初騎乗 | 1977年4月17日  | 1回小倉8日9R  | 小倉大賞典       | シーマンチカラ | 12頭 | 9    | 7着  |
| 重賞初勝利 | 1985年10月20日 | 3回福島8日10R | カブトヤマ記念   | チェリーテスコ | 14頭 | 2    | 1着  |
| GI初騎乗   | 1977年11月20日 | 5回京都6日9R  | エリザベス女王杯 | サチモミドリ   | 9頭  | 9    | 8着  |

### 主な騎乗馬
- チェリーテスコ（1985年カブトヤマ記念、小倉記念2着）
- タツミプリンス（1981年カブトヤマ記念2着）
- サチモチハル（1983年北九州記念2着、朝日チャレンジカップ3着）
- インターグロリア
- ノースフライト
- サマニベッピン

## 調教師成績
|                  | 日付          | 競馬場・開催  | 競走名                     | 馬名               | 頭数 | 人気 | 着順 |
| ---------------- | ------------- | ------------- | -------------------------- | ------------------ | ---- | ---- | ---- |
| 初出走           | 1998年3月7日  | 1回阪神3日7R  | 4歳500万下                 | ドクターブイ       | 14頭 | 7    | 13着 |
| 初勝利           | 1998年4月26日 | 1回新潟2日4R  | 4歳未出走                  | マイネルユートピア | 14頭 | 1    | 1着  |
| 重賞初出走       | 1999年6月12日 | 3回中京7日11R | 中日スポーツ賞4歳S         | クールネージュ     | 18頭 | 1    | 7着  |
| 重賞初勝利       | 1999年9月25日 | 4回阪神5日10R | 阪神ジャンプS              | ヒサコーボンバー   | 11頭 | 1    | 1着  |
| GI初出走・初勝利 | 2001年12月2日 | 5回阪神2日11R | 阪神ジュベナイルフィリーズ | タムロチェリー     | 18頭 | 7    | 1着  |

### 主な管理馬
※括弧内は当該馬の優勝重賞競走、太字はGI級競走。
- ヒサコーボンバー（1999年阪神ジャンプステークス、2001年小倉サマージャンプ）
- タムロチェリー（2001年小倉2歳ステークス・阪神ジュベナイルフィリーズ）
- マイネルレーニア（2006年京王杯2歳ステークス、2008年スワンステークス）
- フィールドルージュ（2007年名古屋グランプリ、2008年川崎記念）
- ドリームシグナル（2008年シンザン記念）
- イコピコ（2009年神戸新聞杯）
- コスモセンサー（2010年アーリントンカップ）
- エーシンフォワード（2010年阪急杯・マイルチャンピオンシップ）
- ヘッドライナー（2010年CBC賞）
- サダムパテック（2010年東京スポーツ杯2歳ステークス、2011年弥生賞、2012年京王杯スプリングカップ・マイルチャンピオンシップ、2014年中京記念）
- シルポート（2011年京都金杯・マイラーズカップ）
- マイネルエテルネル（2012年小倉2歳ステークス）
- エーシントップ（2012年京王杯2歳ステークス、2013年シンザン記念・ニュージーランドトロフィー）
- ハクサンムーン（2012年京阪杯、2013年アイビスサマーダッシュ・セントウルステークス）
- エーシンビートロン（2014年サマーチャンピオン）
- ウインガニオン（2017年中京記念）
- ジュールポレール（2018年ヴィクトリアマイル）
- アンデスクイーン（2019年ブリーダーズゴールドカップ・レディスプレリュード、2020年エンプレス杯）
- アフリカンゴールド（2022年京都記念）
- アンデスビエント（2024年関東オークス）
- タガノビューティー（2024年JBCスプリント）
- ビッグシーザー（2024年京阪杯）
- メイショウフンジン（2025年佐賀記念）

なお、管理馬の大多数には「水色地」に「赤い星」のデザインをしたメンコを着用させている。

## 所属騎手
- 酒井学
- 橋木太希

## 所属スタッフ
- 西園翔太（2014年-2021年 調教助手、のちに栗東所属の調教師[6]）